# رشته‌پلو
رشته‌پلو یکی از انواع پلوها در آشپزی ایرانی است که بیشتر با گوشت پخته، پیاز داغ، خرما یا کشمش یا هر دو طبخ می‌شود. رسم است که در روز چهارشنبه سوری و جشن نوروز خورده می‌شود.

## اصالت
ریشه رشته پلو به آنجا باز می گردد که در زمان های قدیم مردم معتقد بوده اند که با خوردن رشته پلو می توانند سر رشته امور را به دست بگیرند و تا پایان سال بعدی به تمام مشکلات پیروز گردند. در واقع رشته پلو نمادی از باز شدن گره تمامی مشکلات بوده است.

## مواد لازم برای رشته پلو
- برنج ایرانی: 2 تا 3 پیمانه
- رشته پلویی: 150 گرم
- روغن مایع: 2 قاشق سوپخوری
- پیاز متوسط: 1 عدد
- زردچوبه: 1 قاشق چایخوری
- دارچین: 1/2 قاشق چایخوری
- زعفران دم کرده: 2 قاشق سوپخوری
- کشمش: 1/2 پیمانه
- خرما: 1/2 پیمانه
- سیب زمینی: 2 عدد
- فلفل سیاه: به مقدار لازم
- گوشت چرخ‌کرده (دلخواه‌): 350 گرم

## طرز تهیه
مواد لازم برای تهیه رشته‌پلو، برنج خیسانده، رشته بوداده، گوشت، خرما یا کشمش، زعفران، روغن و نمک است. طرز پخت رشته‌پلو بدین صورت است که برنج را مانند چلو ساده در دیگ آب جوش می‌ریزند و رشته را اضافه می‌کنند و با هم مخلوط می‌کنند و بعد آب‌کش می‌کنند. نیم پیمانه آب‌روغن را در دیگ می‌ریزند و کمی از برنج را ته‌دیگ می‌ریزند و گوشت را روی برنج می‌ریزند. خرمای هسته گرفته و کشمش بی‌دانه را در روغن تفت می‌دهند روی گوشت می‌گذارند و باقی برنج را روی آن می‌ریزند. دیگ را روی شعله قرار می‌دهند و پس از آنکه دَم بالا داد یک پیمانه آب روغن می‌دهند و دَم‌کنی می‌گذارند و روی شعله ملایم پس از یک ساعت رشته‌پلو با ته‌دیگ آماده است.
زعفران را در آب داغ حل می‌کنند و یک کفگیر پلو روی آن می‌ریزند و هم می‌زنند. دیس رشته‌پلو را با آن تزیین می‌کنند.
در رشته پلو مشهدی به این رشته پلو  سیب زمینی اضافه می کنند.
در رشته‌پلو آذربایجانی به این رشته‌پلو برگه زردآلو و قیسی اضافه می‌کنند.

## کالری و ارزش غذایی
کالری رشته پلویی در حالت خام 364 کیلو کالری و در حالت پخته شده 109 کیلو کالری در 100 گرم می باشد.
و برحسب میزان محتویات داخل پلو و روغن مصرف شده می‌تواند متغیر باشد.